# アレクセイ・スピリドノフ
アレクセイ・スピリドノフ（ロシア語: Алексей Спиридонов、1951年11月20日 - 1998年4月）は、ソビエト連邦の陸上競技選手。1976年モントリオールオリンピックの金メダリストである。レニングラード（現サンクトペテルブルク）出身。

## 経歴
スピリドノフは、1970年のヨーロッパジュニア選手権で2位となり、3年後の1973年のユニバーシアードでも、同じソ連のワレンティン・ディミトリチェンコに次いで2位、さらに同年のソビエト選手権でも2位となっている。このときの優勝者はアナトリー・ボンダルチュクであった。
1974年のソビエト選手権でもディミトリチェンコに次いで2位となるが、同年のヨーロッパ選手権では74m20と、2位の東ドイツのヨッヘン・ザフゼに20cmの差をつけて、初のメジャータイトルを獲得した。ヨーロッパチャンピオンとなったわずか4日後、スピロドノフは、ミュンヘンにおいて76m66の世界新記録を樹立。東ドイツのラインハルト・タイマーの記録を6cm更新した。この記録は、翌年5月に西ドイツのカール＝ハンス・リームに破られた。
1975年、スピリドノフはソビエト選手権で前年に続き、ディミトリチェンコに次いで2位となる。同年のローマで開催されたユニバーシアードでは、西ドイツのヴァルター・シュミット、そして同じソ連で後に大スローワーとなるユーリ・セディフを抑え優勝を果たす。
スピリドノフは、1976年に自己ベストを78m62まで伸ばすが、この時すでにソビエト記録はセディフが78m86まで伸ばしていた。さらに、この年のソビエト選手権でもセディフがボンダルチュク、スピリドノフを抑え優勝。スピリドノフは7月のモントリオールオリンピックへの出場を果たす。モントリオールでは、スピリドノフが1投目に75m74のオリンピック新記録を投げトップに立つ。しかし、セディフが2投目に77m52を投げ、スピリドノフは2位に転落。スピリドノフは最終投てきで76m08とベストを更新したが、セディフの前に銀メダルに終わった。3位にボンダルチュクが入り、ソ連が表彰台を独占した。また、4位から8位まで東西ドイツの選手が続いた。
スピリドノフは、1978年、再びソビエト選手権で3位となるが、同年のヨーロッパ選手権には出場しなかった。

## 世界記録
- ハンマー投 - 76m66 (1974年9月11日、ミュンヘン)

## 主な実績
| 年   | 大会                 | 場所                   | 種目       | 結果 | 記録  |
| ---- | -------------------- | ---------------------- | ---------- | ---- | ----- |
| 1973 | ユニバーシアード     | モスクワ(ソビエト連邦) | ハンマー投 | 2位  | 71m82 |
| 1974 | ヨーロッパ陸上選手権 | ローマ(イタリア)       | ハンマー投 | 1位  | 74m20 |
| 1975 | ユニバーシアード     | ローマ(イタリア)       | ハンマー投 | 1位  | 73m82 |
| 1976 | オリンピック         | モントリオール(カナダ) | ハンマー投 | 2位  | 76m08 |